# Saint-Pé-de-Bigorre
Saint-Pé-de-Bigorre là một xã thuộc tỉnh Hautes-Pyrénées trong vùng Occitanie tây nam nước Pháp.